# Henry Weed Fowler
Henry Weed Fowler (23 tháng 3 năm 1878 – 21 tháng 6 năm 1965) là một nhà động vật học người Mỹ, và ngành nghiên cứu chính của ông là ngư học.

## Tiểu sử
Fowler sinh ra tại Holmesburg, Pennsylvania. Sau khi tốt nghiệp xong trung học, ông theo học tại Đại học Stanford và là một sinh viên đặc biệt dưới thời David Starr Jordan. Mặc dù đã xuất bản nhiều bài nghiên cứu về các loài động vật giáp xác, chim, bò sát và lưỡng cư, nhưng ngư học vẫn là mối quan tâm chính của Fowler.
Sự nghiệp của Fowler gắn liền với Viện Hàn lâm Khoa học Tự nhiên Philadelphia (nay là Viện Hàn lâm Khoa học Tự nhiên Đại học Drexel). Năm 1893, khi mới 15 tuổi, ông được nhận vào làm người viết thư cho Viện hàn lâm. Ông được làm trợ lý của bảo tàng trong khoảng thời gian 1903–1922 và trở thành một viện sĩ sau đó. Từ 1925 đến 1934, Fowler được chọn làm Phó Giám đốc Phụ trách của mảng Động vật có xương sống, sau đó chuyển sang làm Giám đốc Phụ trách Ngư học và Bò sát-lưỡng cư học vào khoảng năm 1934–1940, và trở thành Giám đốc Phụ trách duy nhất của mảng ngư học từ năm 1940 cho đến khi ông qua đời. Fowler cũng là người sáng lập Hiệp hội Ngư học và Bò sát-lưỡng cư học Hoa Kỳ trong 7 năm, và là chủ tịch của hội vào năm 1927.
Vào khoảng năm 1918, Barton A. Bean, Phó Phụ trách Ngư học tại Bảo tàng Lịch sử Tự nhiên Quốc gia Hoa Kỳ, đề xuất gửi những mẫu cá do Đoàn thám hiểm Hoa Kỳ thu thập được trong khoảng năm 1838–1842 cho Fowler vì chúng chưa được phân loại chính xác. Fowler đã trả lại một bản thảo dài khoảng 750 trang vào năm 1920 cho công việc này. Bản thảo đó chưa bao giờ được xuất bản, mặc dù Fowler đã công bố bản tóm tắt của bài nghiên cứu này vào năm 1940 trong tạp chí Proceedings of the American Philosophical Society (quyển 82). Năm 1925, Fowler và Bean cùng nhau cộng tác trong công việc phân loại ngư học do Cục Thủy sản Albatross thu thập tại Philippines từ năm 1907 đến năm 1910.
Fowler mất tại Newtown, Pennsylvania vào năm 1965.